# Герб Чернівецької області
Герб Черніве́цької о́бласті — символічний знак, що виказує історичні й духовні традиції Чернівецької області.

## Історія створення
Герб створено на основі наукових досліджень та археологічних розкопок, що проводились на території області в різні роки відомими науковцями краю, з урахуванням особливостей регіонів області, характерних особливостей природи, етнографії та культури. Затверджено 16 грудня 1994 року.
Автор герба — Орест Криворучко — художник-графік, член Національної спілки художників України.

## Опис герба
Герб має геральдичний щит «іспанської» форми, характерної для західноукраїнських гербів (закруглений знизу прямокутник), один раз розтятий, тобто розділений по вертикалі на дві рівні частини. У правій половині щита представлено фрагмент герба обласного центру, міста Чернівців: срібна мурована брама і золотий лавр під нею на червоному полі. У лівій половині щита розміщено три золоті букові горішки на зеленому полі. Плід (насіння) бука символізує ліси Буковини, а також урожай, достаток, щедрість, продовження роду і традицій. Бук для Чернівецької області характерний як, скажімо, для словаків липа чи для канадців клен.
Зверху щит урочисто увінчує срібний сокіл. За його основу взято геральдичне зображення сокола, знайдене при археологічних розкопках в урочищі Замчище Заставнівського району, на правому березі Дністра. Цей сокіл засвідчує, що ця земля — слов'янська, а цей край в ХІІ—ХІІІ століття був частиною Галицького князівства. Загалом у геральдиці сокіл символізує красу, хоробрість, розум. Навколо щита золотий (жовтий) вінок із букових гілок, з'єднаних синьо-жовтою стрічкою, що відтворює барви Державного прапора України.

## Див.також
- Прапор Чернівецької області
- Герб Буковини